# Megalneusaurus
Megalneusaurus — рід вимерлих морських плазунів з родини пліозаврів. Жив у Санденському морі у пізньому юрському періоді (~156-152 мільйони років тому).

## Скам'янілості
Викопні рештки тварини зібрані у 1895 році у відкладеннях формації Санденс у штаті Вайомінг. Рід і типовий вид Megalneusaurus rex були описані на основі решток ребер, хребців, переднього весла та фрагментів грудного пояса. Частина цього матеріалу згодом була втрачена, хоча з того самого місця було виявлено новий матеріал.
Матеріал із південної Аляски відносять до Megalneusaurus, хоча рештки належать особині набагато меншого розміру, вдвічі меншій за M. rex.

## Назва
Назва роду Megalneusaurus перекладається як «великий плавучий ящір», а видова назва rex означає «король».

## Опис
Megalneusaurus досягав довжини від 7,6 до 9,2 м, хоча є деякі оцінки, які пропонують довжину 11 м.